# Tirso

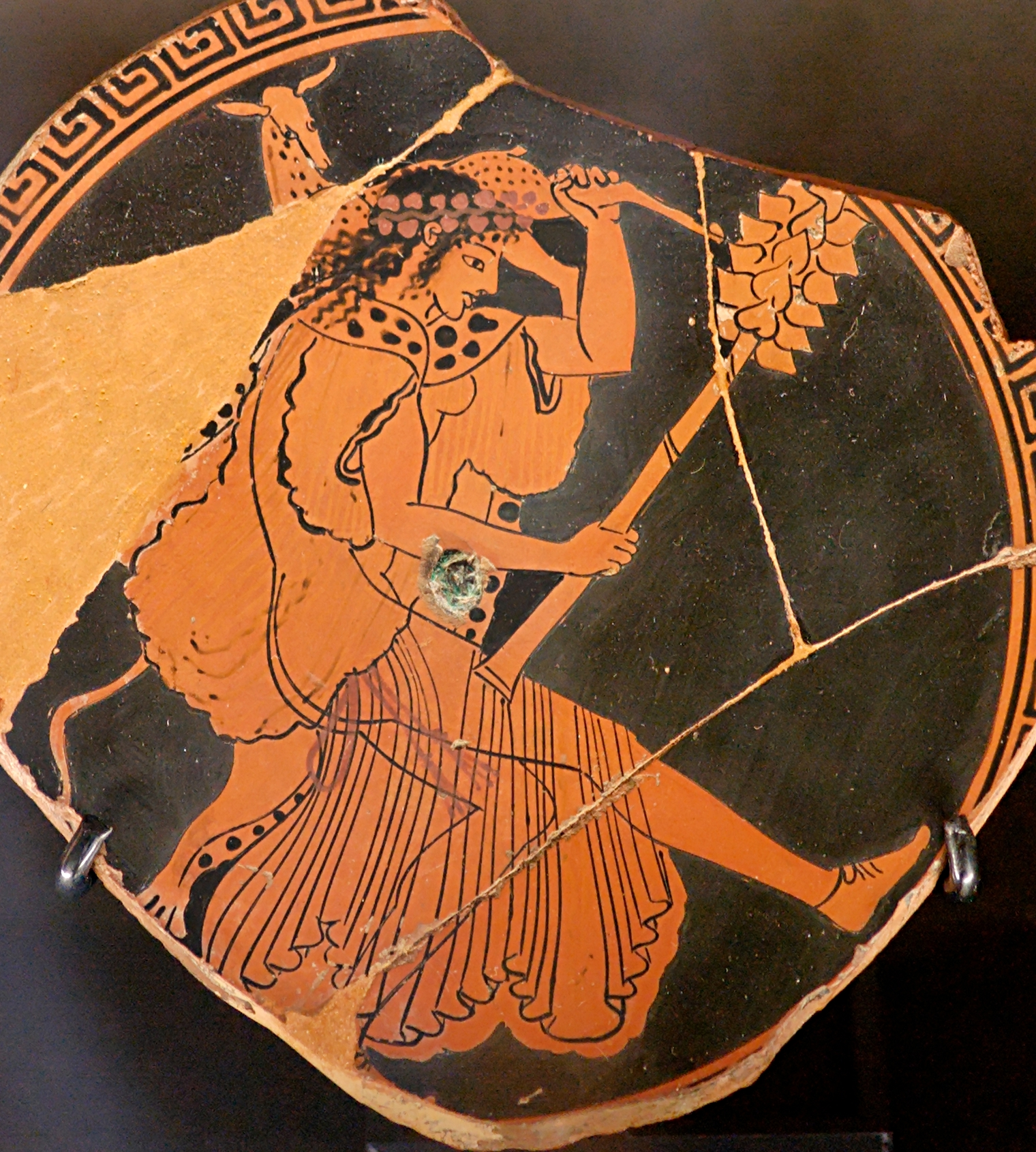
Ménade com um tirso. Fragmento de cerâmica de figuras vermelhas

Um tirso (em grego clássico: thýrsos; em latim: thyrsus) era um bastão envolvido em hera e ramos de videira e encimado por uma pinha.
Na mitologia grega (assim como na romana), era usado pelo deus Dioniso (ou Baco) e pelas seguidoras do deus, as ménades (ou bacantes). A hera e a videira eram de resto as plantas emblemáticas deste deus. Segundo os textos gregos, as ménades utilizariam os tirsos como uma espécie de arma, sendo conhecidos os cortejos frenéticos em honra a Dionísio (os tíasos) aos quais estas se entregavam.
Tem sido sugerido que o tirso teria um carácter fálico, sendo a pinha um símbolo para o sémen.
1. ↑  «Tirso». Infopédia